# Reptile (film)
Reptile è un film del 2023 diretto da Grant Singer. 
Thriller poliziesco in cui un detective esperto, chiamato ad indagare su un omicidio, non si ferma quando il caso sembra già chiuso e tanto meno lo fa quando gli viene suggerito di non andare troppo a fondo, svelando il marcio che cova nella parte apparentemente più sana della ricca provincia americana.

## Trama
Will Grady, un brillante agente immobiliare del Maine, trova la sua ragazza e collega Summer Elswick brutalmente assassinata in una grande casa che avevano appena posto in vendita. Agli investigatori della polizia assegnati al caso, Tom Nichols e Dan Cleary, Will rivela che avrebbe sposato Summer se questa non fosse risultata ancora sposata con un certo Sam Gifford. 
Dopo il funerale di Summer, Will denuncia Eli Phillips, un tale che ha cercato di entrare con la forza in casa di sua madre. Will spiega agli inquirenti che, quando era ancora vivo suo padre, l'azienda immobiliare dei Grady acquistò con la forza la fattoria di famiglia di Eli. A seguito di questo, il padre di Eli si suicidò e sua moglie, ora morta, e il figlio, incolparono la famiglia di Will dell'accaduto. Interrogato da Tom e Dan, Eli mostra effettivamente un grande rancore nei confronti dei Grady e accusa Will di aver ucciso Summer. Eli, che appare un soggetto un po' disturbato, è comunque molto informato e, tra l'altro, mostra di conoscere bene anche il passato dello stesso agente Nichols, di cui svela brevemente come il suo ex partner a Filadelfia venne coinvolto in uno scandalo per corruzione.
L'analisi del DNA dello sperma trovato all'interno di Summer corrisponde a quello di Sam. Questo conferma la dichiarazione di un'amica di Summer secondo cui i due si vedevano ancora per avere rapporti sessuali in case vuote poste in vendita. Tom si reca allora dal sospettato con un mandato. Questo, sottratta la pistola a Dan prova a fuggire. Ne nasce una sparatoria che si conclude con l'uccisione di Sam da parte di Tom. L'agente viene sottoposto ad un'indagine interna che supera senza conseguenze mentre l'uomo ucciso, che aveva 13 chilogrammi di eroina in casa, è individuato come l'assassino della ragazza, chiudendo di fatto il caso.
Eli, però, consegna una chiavetta USB a Nichols, in cui ci sarebbero le prove che Summer è stata coinvolta in un piano dei Grady per riciclare i proventi di un traffico di droga. In degli immobili di valore veniva posta della droga così da determinarne il sequestro e la conseguente procedura di confisca. I Grady, attraverso una società da loro controllata, si accaparravano queste proprietà a prezzi stracciati. Summer faceva da intermediaria in queste compravendite ma quando scoprì il traffico di droga che celavano contattò l'FBI per denunciarlo. La ragazza venne uccisa prima di poter contattare la DEA.
Tom si convince che il caso vada riaperto ma poi, prima capisce che l'amico e collega Wally è coinvolto nei traffici dei Grady, quindi scopre la complicità anche del suo superiore e grande amico, nonché zio di sua moglie Judy, Allen. Si rivolge allora al capo della polizia Marty Graeber, con il quale si reca a casa di Allen.
Qui, messo in guardia dallo stesso Allen, precede di un soffio Graeber che voleva ucciderlo, quindi colpisce e immobilizza Wally, dopo che questo aveva ucciso il suo superiore.
Fatta chiarezza, ora non resta che arrestare l'assassino di Summer Elswick, l'insospettabile Will Grady.

## Produzione
Il 26 agosto 2021, è stato annunciato che il film era in produzione, con Grant Singer pronto a fare il suo debutto alla regia e Benicio del Toro e Justin Timberlake nel ruolo dei protagonisti. Le riprese del film sono iniziate il 15 agosto 2021 a Atlanta, in Georgia. 

## Distribuzione
Reptile è stato presentato in anteprima al Toronto International Film Festival il 7 settembre 2023. Il film è stato distribuito in sale selezionate negli Stati Uniti il 22 settembre 2023. Uscirà su Netflix il 29 settembre.

## Accoglienza
Sull'aggregatore di recensioni Rotten Tomatoes ha un indice di gradimento del 37%, con un voto medio di 5,40 su 10 basato su 19 recensioni.